# Mausoleo de Francisco Villa en Chihuahua
El Mausoleo de Francisco Villa, también conocido como Capilla de Francisco Villa o Capilla de Villa es un mausoleo o capilla funeraria construida por órdenes del general revolucionario mexicano Francisco Villa en el antiguo Panteón de la Regla —hoy Parque de la Revolución— en la ciudad de Chihuahua, Chihuahua, en el que sin embargo sus restos nunca descansaron.

## Historia
El sitio donde fue construido el Mausoleo de Villa era el ocupado por antiguo Panteón de Nuestra Señora de la Regla de la Villa de San Felipe el Real de Chihuahua que había sido establecido como consecuencia a la enorme mortandad causada por una epidemia de cólera morbus que hizo insuficiente el entonces principal cementerio de la villa, el Panteón de Nuestra Señora de la Merced —hoy Parque Urueta—, sin embargo, el nuevo Panteón de la Regla se convirtió en lugar de entierro para personajes de clase alta y de renombre público, mientras que el antiguo de la Merced permaneció algún tiempo como lugar de entierro para quienes no podían costear un terreno en el nuevo. Hacia 1884 el ayuntamiento de Chihuahua acordó el cierre del Panteón de la Regla debido a que había saturado su cupo, aunque en él aún existían numerosos lotes vacíos pero que habían sido adquiridos a perpetuidad por familias de la sociedad chihuahuense que construyeron monumentos y capillas funerarias en él. El cementerio fue cerrado definitivamente en 1919.

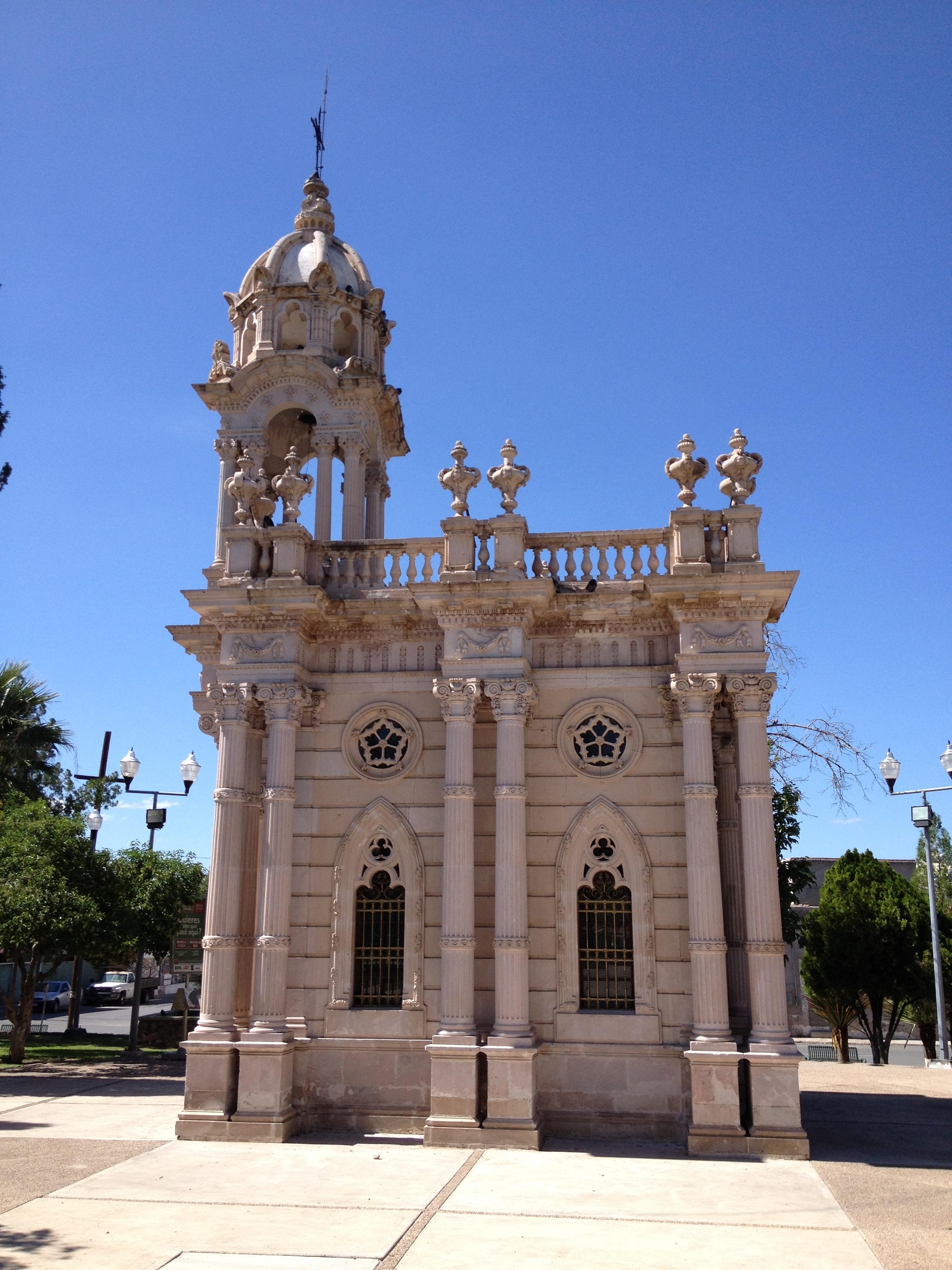

En 1913 las fuerzas revolucionarias de la División del Norte encabezadas por Francisco Villa derrotaron al ejército huertista y ocuparon la ciudad de Chihuahua el 8 de diciembre del mismo año, asumiendo Villa la gubernatura y estableciendo un gobierno revolucionario que incautó numerosas propiedades de la élite económico-político chihuahuense como las familias Terrazas, Creel, Cuilty, Falomir y varias más; entre estas incautaciones se realizó las de un lote en el Panteón de la Regla en el que dispuso la construcción de dos monumentos funararios, una capilla para él y un segundo monumento donde serían inhumados los principales generales de la División del Norte; encomendó la construcción a los canteros que ya trabajaban en su casa, la denominada Quinta Luz, encabezados por el maestro cantero Santos Vega quien construyó la capilla sin una instrucción específica de Villa sobre su estilo o diseño, solo con un ambiguo «más vale que me guste» de acuerdo a la leyenda; Santos Vega tardó un año en construir el mausoleo formado por una cripta subterránea y la capilla superior sobre ella, construida en cantera rosa y en un estilo neoclásico con detalles neogóticos de una magnífica factura, con relieves y trofeos esculpidos. De acuerdo a la misma leyenda, cuando Santos Vega mostró a Villa el mausoleo terminado, éste lo observó y recorrió en silencio para finalmente expresarle al autor: «¿Sabe qué? me gustó mucho».
En 1915 ocurre el rompimiento de Villa con las fuerzas revolucionarias encabezadas por Venustiano Carranza y Álvaro Obregón y tras la serie de derrotas sufridas por la División del Norte en el Bajío, finalmente se pierde el control villista de la ciudad de Chihuahua y el gobierno estatal, durante los siguientes años y hasta 1920 Villa permanecerá en rebeldía contra las autoridades carrancistas y sufrirá la persecución de la expedición punitiva estadounidense, sin que lleguen a derrotarlo pero obligándolo a permencer oculto y en constante movimiento, en consecuencia sus construcciones en la ciudad de Chihuahua quedan terminadas pero sin uso alguno. Tras la rebelión de Agua Prieta y la muerte de Carranza en 1920, Villa acepta la amnistía propuesta por el presidente Adolfo de la Huerta y depone las armas retirándose a la Hacienda de Canutillo en Durango ese mismo año, sin embargo tanto el gobierno federal encabezado por Álvaro Obregón, como el estatal de Chihuahua por Ignacio C. Enríquez siguen considerándolo un peligroso enemigo por lo que al acercarse la sucesión presidencial y el previsible enfrentamiento entre el oficialismo que apoyaría la candidatura de Plutarco Elías Calles y los disidentes que apoyaban la de Adolfo de la Huerta y temiendo el probable apoyo de Villa a este último se fragua un complot para asesinarlo, muriendo acribillado el 20 de julio de 1923 en la ciudad de Hidalgo del Parral.

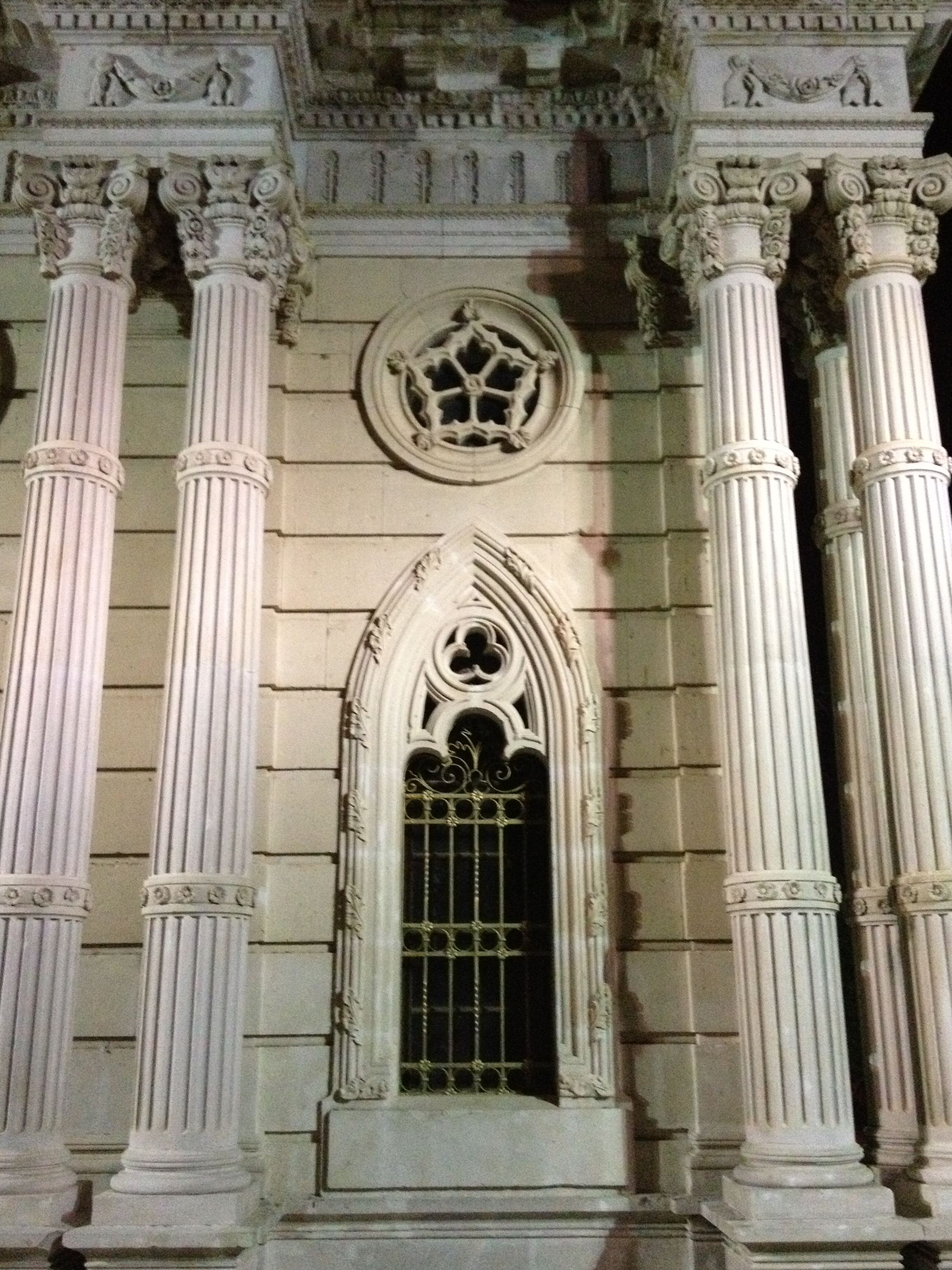

El gobierno de Ignacio C. Enríquez negó la posibilidad de ser sepultado en la tumba construida por el mismo en Chihuahua, ordenando su inhumación inmediata en una tumba del Panteón de Dolores en Parral, que al poco tiempo fue profanada y el cadáver de Villa decapitado, despareciendo desde entonces su cabeza, sobre cuyo destino y actual ubicación existen numerosas versiones y leyendas, la tumba de Villa quedó entonces en el abandono y descuido de los sucesivos gobiernos revolucionarios que consideraban a Villa poco más que un bandido, siendo popularmente conocida entonces con el epíteto de "La tumba abandonada". El mausoleo del Panteón de la Regla permaneció entonces vacío, al igual que el contiguo destinado a los generales revolucionarios, siendo este el primero en ser trasladado del panteón primeramente a las nuevas instalaciones del Instituto Tecnológico de Chihuahua en 1950, luego a la Ciudad Deportiva donde se le destinó a albergar los restos de los hombres ilustres del estado y finalmente en 2010 al nuevo campus de la Universidad Autónoma de Chihuahua donde permanece hasta la actualidad.
El Panteón de la Regla fue arrasado por acuerdo del Ayuntamiento de Chihuahua en 1957, convirtiéndolo en un parque que fue denominado Antonio de Deza y Ulloa en honor al fundador de la ciudad, todas las tumbas fueron destruidas con la única excepción del Mausoleo de Villa que fue preservada a solicitud de grupos de historiadores y ciudadanos, debido a la existencia del mausoleo y su relación con Villa en 1963 el parque fue renombrado como Parque de la Revolución y se construyó en él un hemiciclo con los nombres de líderes revolucionarios de todas las tendendencias.

### Polémica por traslado
En febrero de 2013 el gobernador de Chihuahua, César Duarte Jáquez, anunció que como parte de los festejos para conmemorar el centenario del gobierno de Francisco Villa en Chihuahua el mausoleo sería trasladado de su ubicación original a la nueva "Plaza de la Grandeza" construida a un costado del Palacio de Gobierno de Chihuahua, con el fin de que tuviera mayor lucimiento y facilidad de acceso. Aunque la idea recibió el apoyo de varios actores políticos, el rechazo fue mayoritario por la sociedad civil, colegios profesionales, los vecinos de la ubicación original del movimiento y las autoridades del Instituto Nacional de Antropología e Historia y el Instituto Nacional de Bellas Artes, al considerarse dicho traslado como innecesario y un atentado a la historia del mismo, además de que sería imposible salvar los frescos que decoran el interior si fuera desmontado y vuelto a montar en otro sitio.
Ante estas protestas el gobierno canceló el traslado pero anunció la construcción en su lugar en la Plaza de la Grandeza de una "réplica" del mismo, hecho que fue nuevamente rechazado por la sociedad que lo calificó de gasto innecesario, falso histórico y capricho del gobernador, con un costo estimado de 8.2 millones de pesos; ante estos hechos se organizó una clausura ciudadana simbólica el 23 de agosto de 2013 que coincidió en el centro de Chihuahua con la manifestación de protesta de los trabajadores de autobuses urbanos que pedían ser liquidados ante el cambio del modelo de transporte público en la ciudad que degeneró en enfrentamientos con las fuerzas públicas. Tras esta situación, el mismo día el gobierno determinó la cancelación de la construcción de la réplica y demolió lo erigido hasta ese momento.